# Districtul Tap Khlo
Tap Khlo (în thailandeză ทับคล้อ) este un district (Amphoe) din provincia Phichit, Thailanda, cu o populație de 46.377 de locuitori și o suprafață de 378,287 km².

## Componență
Districtul este subdivizat în 4 subdistricte (tambon), care sunt subdivizate în 57 de sate (muban).
| Nr. | Nume          | În thailandeză | Sate | Locuitori |  |
| --- | ------------- | -------------- | ---- | --------- |  |
| 1.  | Thap Khlo     | ทับคล้อ          | 11   | 15,820    |  |
| 2.  | Khao Sai      | เขาทราย        | 14   | 14,600    |  |
| 3.  | Khao Chet Luk | เขาเจ็ดลูก       | 13   | 7,682     |  |
| 4.  | Thai Thung    | ท้ายทุ่ง          | 19   | 8,275     |  |